# Bacanius angolensis
Bacanius angolensis är en skalbaggsart som beskrevs av Thérond 1962. Bacanius angolensis ingår i släktet Bacanius och familjen stumpbaggar. Inga underarter finns listade i Catalogue of Life.